# Bullock Hill Conservation Park
Bullock Hill Conservation Park är en park i Australien. Den ligger i delstaten South Australia, omkring 46 kilometer sydost om delstatshuvudstaden Adelaide. Bullock Hill Conservation Park ligger 182 meter över havet.
Runt Bullock Hill Conservation Park är det mycket glesbefolkat, med 6 invånare per kvadratkilometer.. Närmaste större samhälle är Strathalbyn, omkring 10 kilometer nordost om Bullock Hill Conservation Park. 
Trakten runt Bullock Hill Conservation Park består till största delen av jordbruksmark. Genomsnittlig årsnederbörd är 729 millimeter. Den regnigaste månaden är juni, med i genomsnitt 133 mm nederbörd, och den torraste är december, med 21 mm nederbörd.